# Волфсберг (Корушка)
Волфсберг (словен. Volčji Breg) град је у Аустрији, смештен у јужном делу државе. Волфсберг је трећи по величини град у покрајини Корушкој, где се налази у истоименом округу Волфсберг.

## Природне одлике
Волфсберг се налази у јужном делу Аустрије, у долини Лавантал, кроз коју протиче река река Лавант, притока Драве. Западно и источно од града се издижу Алпи. Источно смештени Алпи се продужавају на југу до Словеније, где су познати као Голица.

## Становништво
| 1981.  | 1991.  | 2001.  | 2011.  |
| ------ | ------ | ------ | ------ |
| 28.097 | 24.358 | 25.301 | 24.981 |

По процени из 2016. у граду је живело 25042 становника. Пре једног века град је имао око 15.000 становника. Град је споро растао до пре неколико деценија, али је унапређење саобраћајних веза током протекле 2-3 деценије утицало на бржи развој у овом раздобљу.

## Галерија
- Црква св. Марка, најважнија у граду
- Дворац изнад града
- Градска кућа
- Споменик у градском језгру